# Lackierstraße

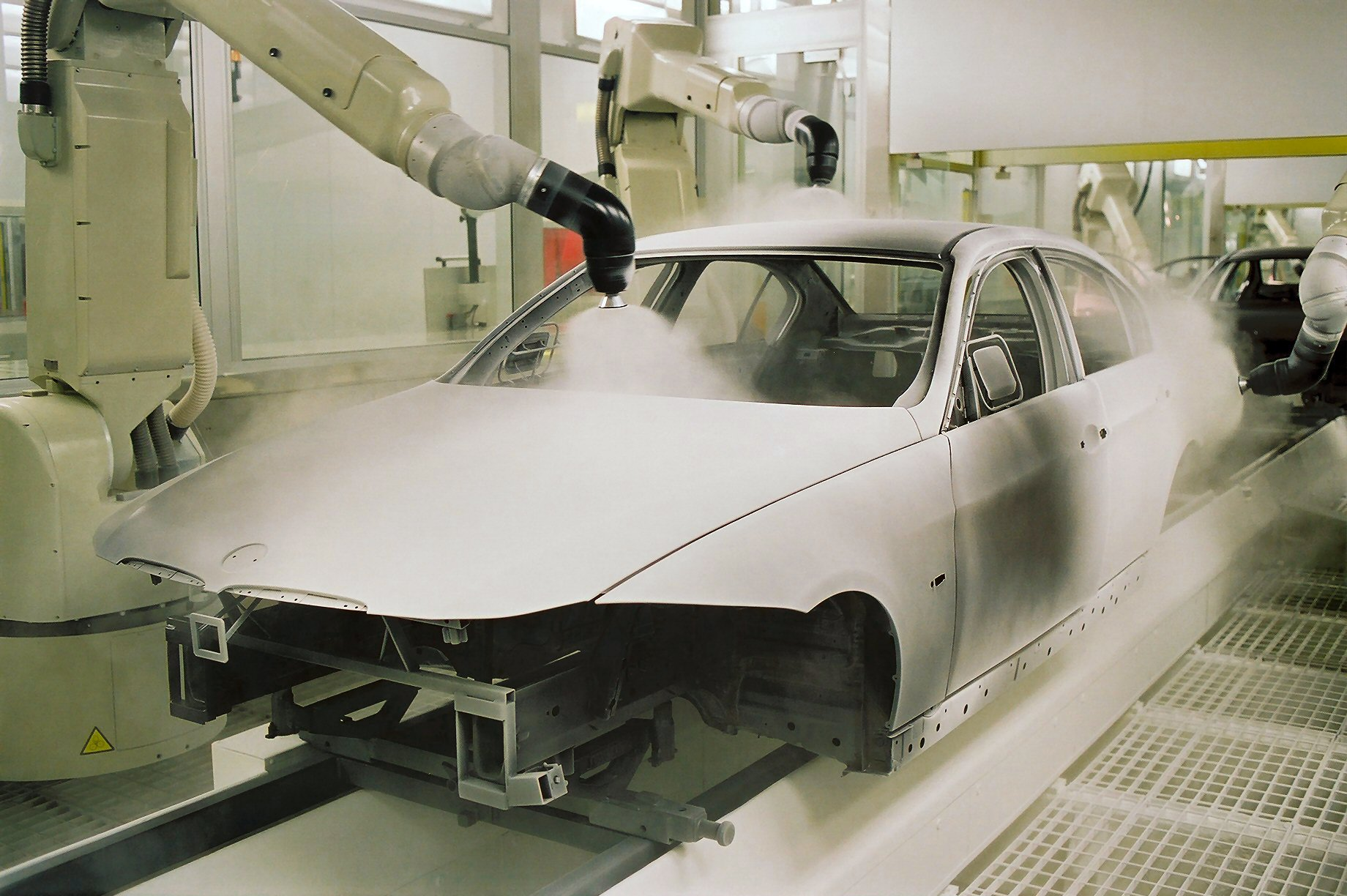
Lackierstraße in der Automobilproduktion

Eine Lackierstraße ist ein Fertigungsschritt bei der industriellen Produktion von Gütern verschiedener Art, beispielsweise Haushaltsgeräten oder Automobilen. Sie dient dem oberflächlichen Lackauftrag auf ein Werkstück.
Lackierstraßen werden heute vollautomatisch gesteuert und bestehen in der Regel aus verschiedenen Stationen, wie etwa der Reinigung, Lackierung und Trocknung. Das Werkstück durchläuft die aufeinanderfolgenden Stationen auf einem Förderband. Der Durchlauf kann dabei entweder im Taktbetrieb oder im kontinuierlichen Förderbetrieb erfolgen. Allgemein umfasst eine Lackierstraße den Bereich der eigentlichen Lackapplikation (ein oder mehrere Schichten mit einem oder mehreren Applikationsverfahren wie etwa die Tauchlackierung oder das Pulverbeschichten), bei flüssigen Lacken das Abdunsten der Lösemittel, die Lacktrocknung und gegebenenfalls die Kühlung. Lackierstraßen können wenige Meter, zum Beispiel bei der Lackierung von Kleinteilen, oder bis zu 100 und mehr Meter, beispielsweise bei der Serienlackierung von Automobilen, lang sein.